# Antioh Cantemir

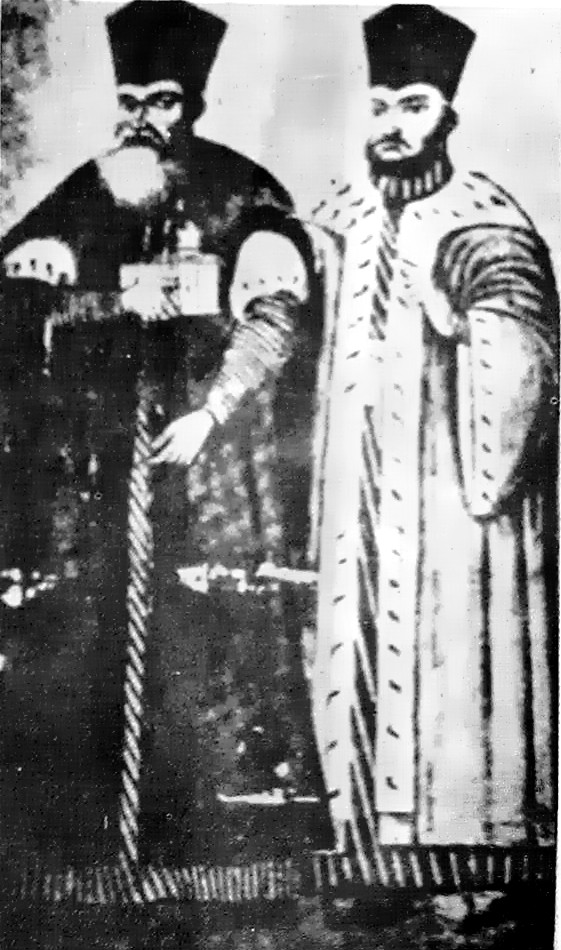
Constantin și Antioh Cantemir

Antioh Cantemir (n. 4 decembrie 1671, Bârlad, Tutova, Moldova – d. 1726, Mănăstirea Golia, Iași, România) a fost domnitor al Moldovei (1696 – 1700; 1705 – 1707). A fost fratele domnitorului Dimitrie Cantemir (1673–1723).

## Biografie
Antioh Cantemir s-a născut în anul 1670 ca fiu al domnitorului Constantin Cantemir (1612-1693) și al Anei Cantemir (Bantăș) (d. 1677), a treia soție a domnitorului Constantin Cantemir.
S-a căsătorit în 1696 cu Ecaterina, fiica lui Ceaur, mare logofăt.
Descendenții lor au fost: Anna, căsătorită cu Radu Brâncoveanu, fiul lui Constantin Brâncoveanu; Dimitrie (d. 1758), secund-maior în armata rusească; Constantin (d. 1776),  general în armata rusească și pretendent la domnia Moldovei în 1739; Maria (d. 1786), căsătorită cu C. Dudescu, ban de Craiova; Anița (d. 1767) căsătorită cu T. Paladi, mare vistiernic și hatman.(Sever Zotta, op. cit.).

## Domnie
Împreună cu Dimitrie Cantemir, uneltește împotriva lui Constantin Duca, ce luase tronul cu ajutorul lui Constantin Brâncoveanu al Țării Românești, în dauna aceluiași Dimitrie Cantemir. În cele din urmă Duca este mazilit, iar Antioh obține tronul. Spre deosebire de tatăl său, el a fost prietenos cu polonezii. În timpul primei sale domnii s-a încheiat Tratatul de la Karlowitz din 26 ianuarie 1699. În a doua domnie, a pus biruri grele pe țară cum ar fi fumăritul.
Cronicarul Ion Neculce ni-l descrie pe Antioh ca fiind un om mare la trup, cinstit, chipeș, la minte așezat, judecător drept și mai spune că nu era un om studios, dar nici prost. De asemenea, afirmă că nu era lacom după avere, nu-i plăceau minciunile și nici vicleniile și că era un bun vânător și ostaș. 
Antioh Cantemir a înființat, în timpul domniei sale, Academia domnească din Iași, în februarie 1707, cu sprijinul fratelui său Dimitrie Cantemir și al patriarhului de Ierusalim, Hrisant Notara, nepotul fostului patriarh Dosithei Notara.,  Această școală superioară a funcționat într-un local vechi, de lângă feredeul cel mare (feredeu= local public pentru îmbăiere). În anul 1711, academia înființată de Antioh Cantemir a încetat să mai funcționeze, însă în anul 1714 a fost reorganizată de Nicolae Mavrocordat.